# Katholische Kirche Santa Chatrigna

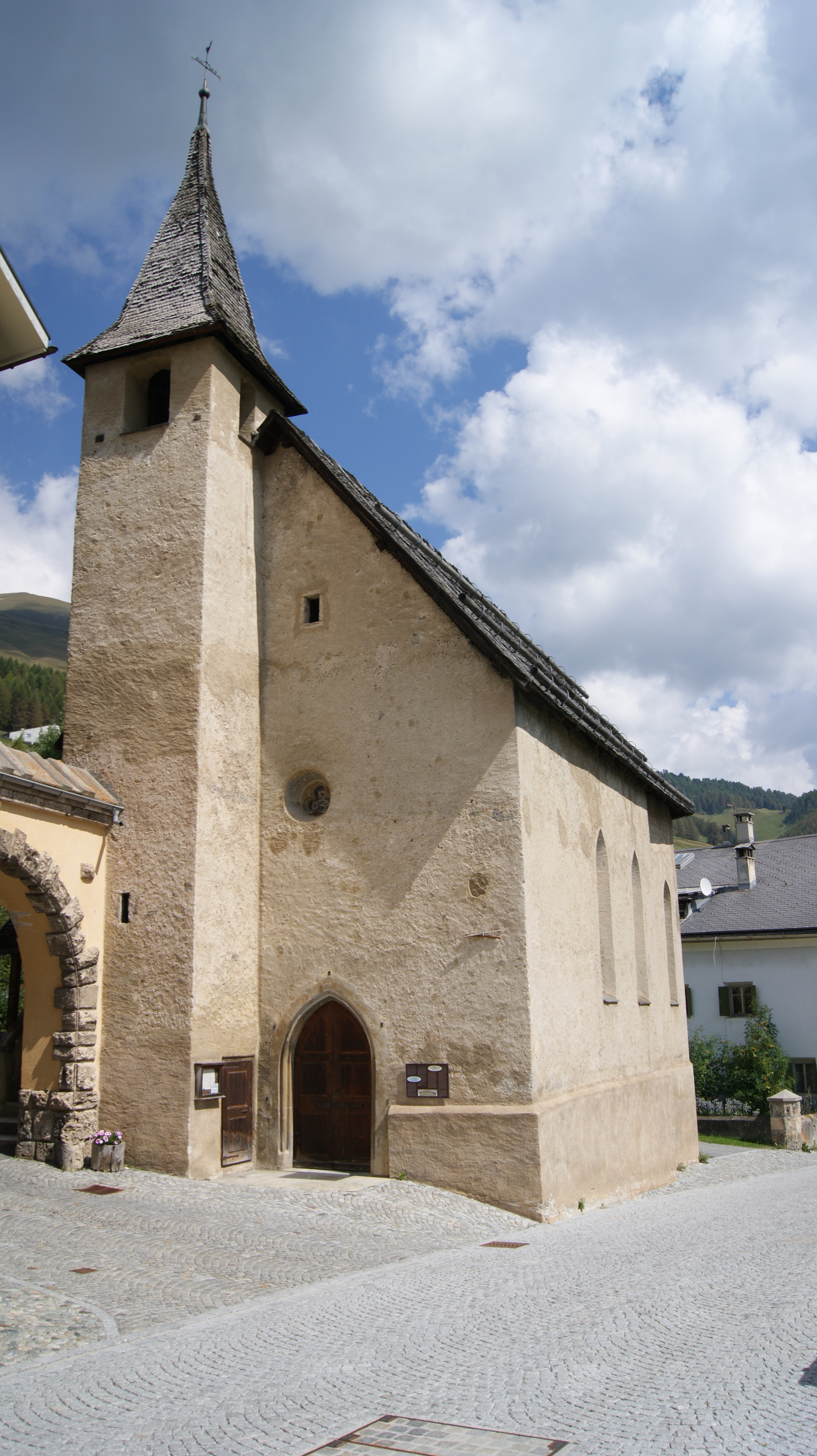
Kapelle St. Katharina und Barbara

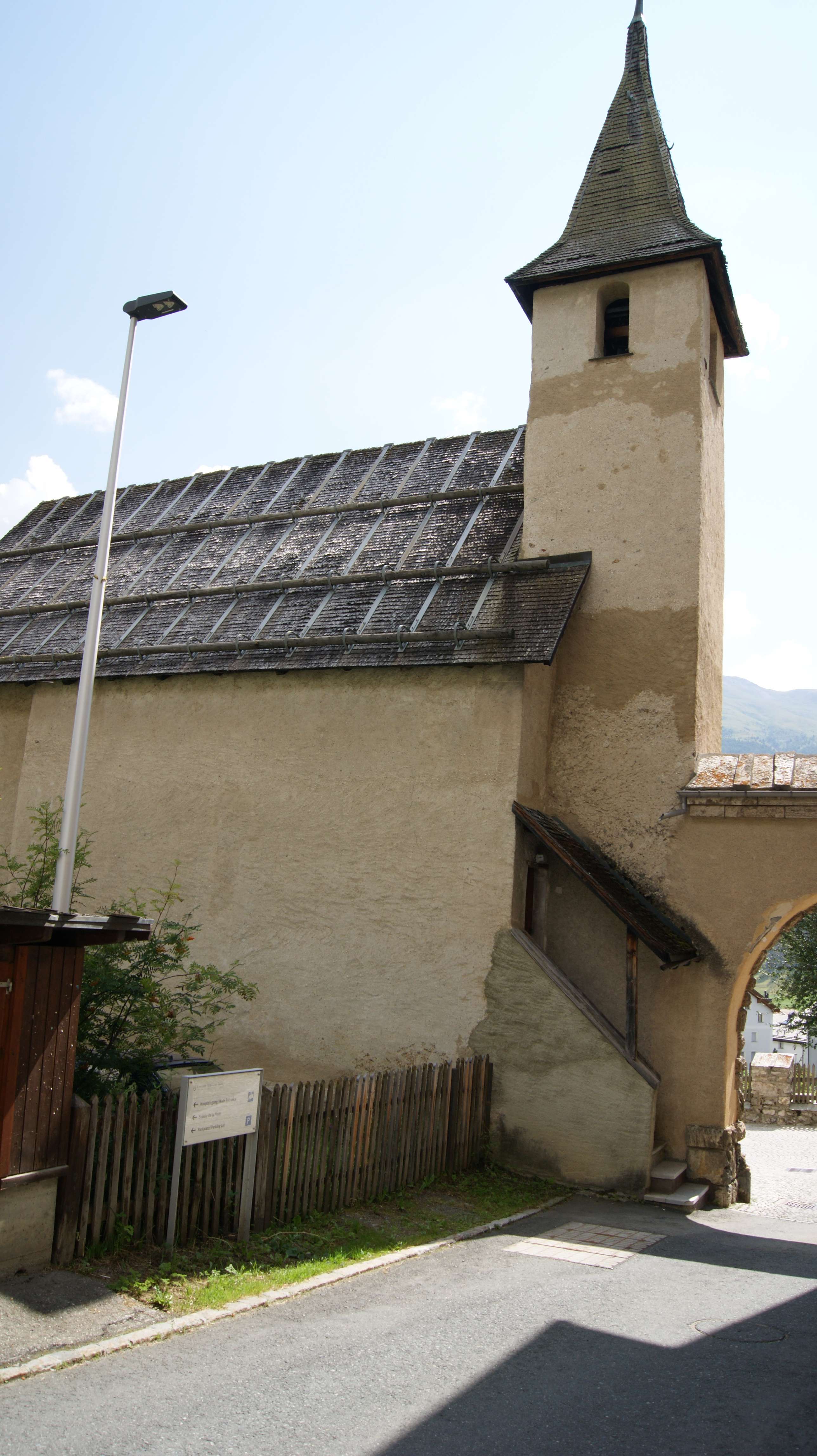

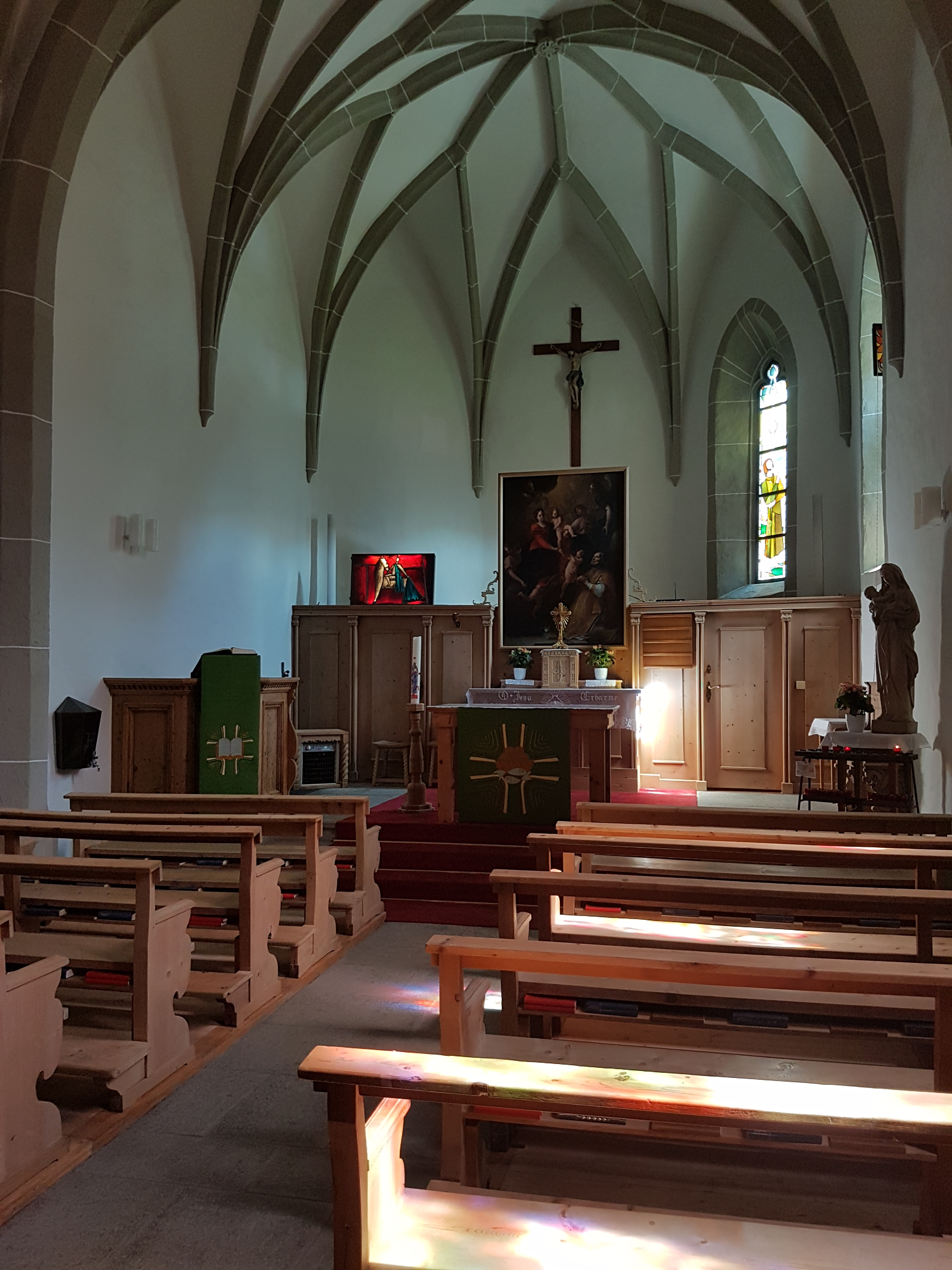
Blick zum Altar

Die römisch-katholische Kapelle St. Katharina und Barbara (auch: Baselgia Santa Chatrigna e Santa Barbara oder kurz Santa Chatrigna) steht im Dorfkern in der Gemeinde Zuoz, Graubünden (Schweiz) in der Region Maloja im Bistum Chur. Sie ist der hl. Katharina und der hl. Barbara geweiht. Das Gotteshaus zählt zum Schweizer Kulturgut von nationaler Bedeutung.

## Geschichte
Die Kapelle wurde erstmals 1446 als Kapelle St. Katharina und 1481 mit dem Nebenpatrozinium St. Barbara erwähnt. 1499 wurde die Kapelle im Zuge des Schwabenkrieges durch österreichische Truppen zerstört. Das Baujahr dieser Vorgängerkirche ist unbekannt. 1509/1510 wurde die Kirche durch Meister Bernhard von Puschlav im spätgotischen Stil neu gebaut.
1554 predigte auf Wunsch von Johann Travers der Reformator Philipp Gallicius in der Kirche. Die Gläubigen aus Zuoz traten im selben Jahr zum reformierten Bekenntnis über. Nach der Annahme der Reformation in Zuoz wurde Santa Chatrigna als Gotteshaus aufgegeben und über Jahrhunderte einer profanen Nutzung zugeführt, zuletzt als Feuerwehrlokal. Das Gebäude war bis 1942 im Besitz der Bürgergemeinde Zuoz und ging dann an die evangelische Kirchgemeinde über. Ab 1901 wurden in Santa Chatrigna wieder katholische Gottesdienste abgehalten. Die Nutzung wurde 1928 erstmals mit einem Mietvertrag geregelt.  Ende 1999 ging die Kirche in den Besitz der katholischen Kirchgemeinde Zuoz über. 2000 erfolgte eine weitere Teilrestaurierung im Inneren.

## Ausstattung
Das Gebäude ist ein ungegliederter Bau mit Polygonalchor. Das Dach der Kapelle (Satteldach) und des Turms (Giebelspitzhelm) ist mit Holzschindeln gedeckt. Über der sandsteingefassten Haupteingangstüre befindet sich ein Rosettenfenster (Radfenster). Der Chor ist mit einem zweijochigen Sterngewölbe bedeckt. Die Rippen wachsen aus acht zugespitzten Stümpfen in der Wandmitte heraus. Das Schiff ist mit einem Kreuzrippengewölbe von drei Jochen mit Trennungsbögen in Rippenform bedeckt. Die Empore stammt aus dem Anfang des 19. Jahrhunderts.
Von der Empore aus sichtbar ist im Rippengurt des dritten Jochs die Bauinschrift: hoc opus edificatû est òey òeatûm de Posiamo ano 15.
Auf dem schlichten Hochaltar steht ein Tabernakel aus hellem Holz mit Schnitzereien. Das sich dahinter befindliche, dominante Altargemälde stammt aus der zweiten Hälfte des 17. Jahrhunderts aus Parma und stellt die Erscheinung der Muttergottes, flankiert von Engeln, dar. Rechts unten kniet der Gegenreformator Philipp Neri. Das Bild wurde 1994 restauriert. Rechts vom Altar steht eine Statue der Muttergottes mit dem Jesuskind.
Die Brüstungsorgel wurde 1968 eingebaut.
Glasfenster:
- von Gian Casty im Oculus über der Orgelempore Friedenstaube (1957) und vorne beim Altar die St. Martin-Scheibe (1974).[10]
- von Ines Brunold die Fenster im Schiff  St. Katharina (1963) und St. Barbara (1963).
- von Karl Stadler die Fenster im Chor Bruder Klaus (1982) und Franziskus (1982).

## Kirchliche Organisation
1930 wurde die katholische Kirche Zuoz gemäss Verfügung des Bischofs Georgius Schmid von Grüneck von der Pfarrei Samedan abgetrennt und zur eigenen Pfarrei erhoben. Sie gehört heute zum Seelsorgeverband Bernina, dem Zusammenschluss der katholischen Pfarreien und Kirchgemeinden Celerina, Samedan-Bever und Zuoz/La Plaiv suot Funtauna Merla. Die Gottesdienste in Zuoz finden in deutscher Sprache statt.